# Andrea Gutiérrez (judoka)
Andrea Gutiérrez (7 de agosto de 1995) es una deportista mexicana que compite en judo. Ganó una medalla de bronce en el Campeonato Panamericano de Judo de 2014, en la categoría de –63 kg.

## Palmarés internacional
| Campeonato Panamericano | Campeonato Panamericano | Campeonato Panamericano | Campeonato Panamericano |
| Año                     | Lugar                   | Medalla                 | Categoría               |
| ----------------------- | ----------------------- | ----------------------- | ----------------------- |
| 2014                    | Guayaquil (Ecuador)     | Medalla de bronce       | –63 kg                  |